# Mörbylånga (Gemeinde)
Koordinaten: 56° 32′ N, 16° 23′ O

Mörbylånga ist eine Gemeinde (schwedisch kommun) in der schwedischen Provinz Kalmar län und der historischen Provinz Öland. Der Hauptort der Gemeinde ist Mörbylånga.

## Geographie

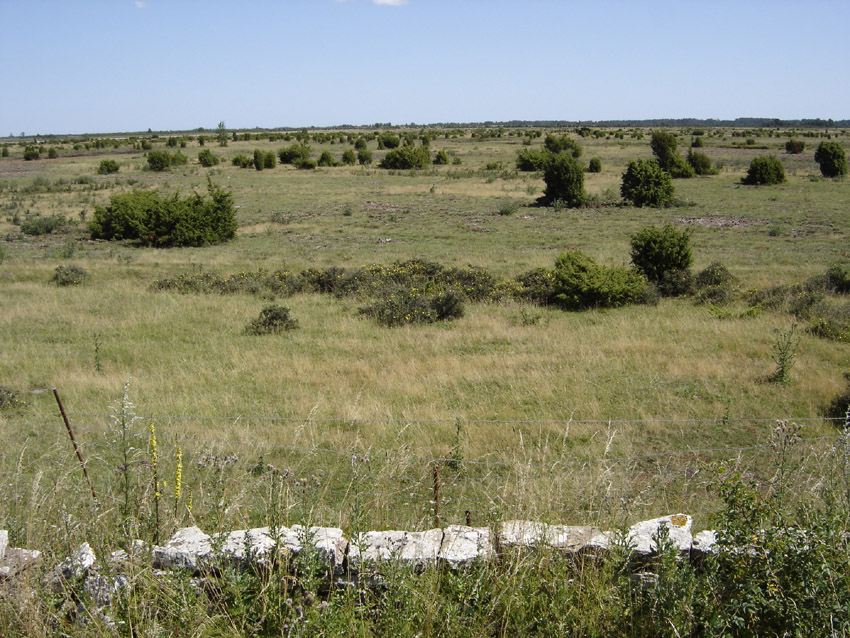
Stora Alvaret

Die Gemeinde macht den südlichen Teil der Ostseeinsel Öland aus. Ein großer Teil der Fläche wird durch die karge Alvarlandschaft des Stora Alvaret bedeckt, welches mit den umliegenden Gebieten und einer ungewöhnlichen Flora und Fauna zum Weltkulturerbe der Agrarlandschaft Südölands gehört. Im Stora Alvaret und der näheren Umgebung gibt es diverse Feuchtgebiete. Das größte ist der Alvarsee Möckelmossen. Weitere Feuchtgebiete sind Bårbykärret, Dröstorpmossen, Frösslundamossen, Kvarnkärret, Södra utmossen, Stormaren, Triberga-Alby-mosse und Vanserums mossar. Während größere Flüsse fehlen, gibt es jedoch einige kleinere Bäche wie den Frösslundabäcken und den Penåsabäcken.
Im Gemeindegebiet gibt es nur im nördlichen Teil mit dem Mittlandsskogen ein größeres Waldgebiet. Kleine Wälder sind der an der Südspitze befindliche Ottenbylund und der westliche Albrunna lund. Mit Beijershamn und dem Naturreservat Ottenby bestehen in der Gemeinde auch bedeutende Vogelschutzgebiete.
Entlang der Westküste zum Kalmarsund verläuft der Länsväg 136. Nördlich von Färjestaden besteht über die Ölandsbron die einzige feste Verbindung Ölands zum Festland.

## Geschichte

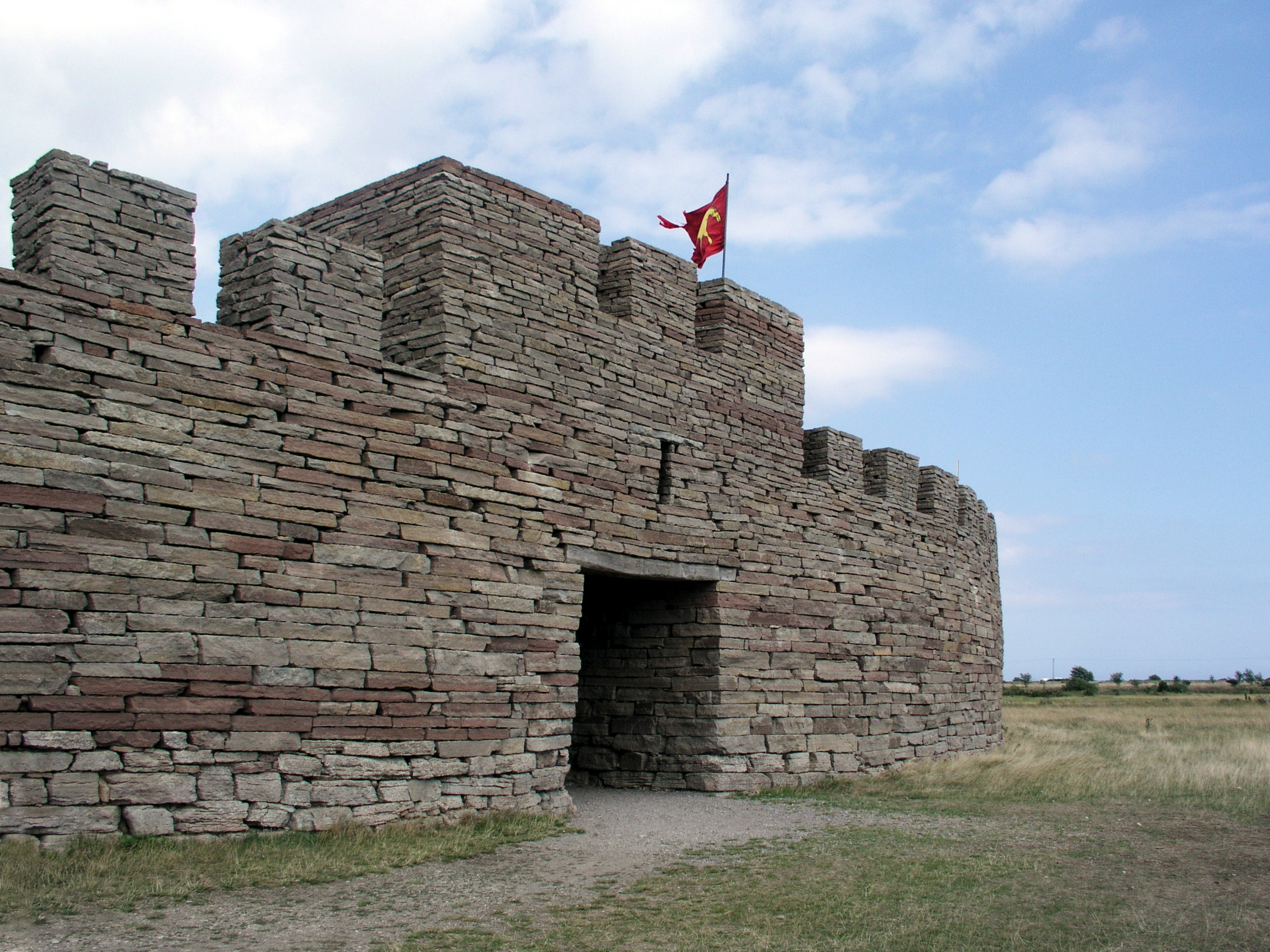
Tor zur Burg Eketorp

Die Gemeinde entstand 1952 durch die Zusammenlegung des Marktfleckens Mörbylånga mit der Gemeinde Mörbylånga sowie einiger Kirchspiele (socken) im Umland. 1967 wurde die Gemeinde Mörbylånga um die Gemeinde Ottenby und 1974 um Gemeinde Torslunda erweitert.
Dass die Siedlungsgeschichte Ölands bis weit in die prähistorische Zeit reicht, ist an den vielen Hinterlassenschaften aus dieser Zeit zu erkennen. Mit der Burg von Bårby, Gråborg
Träby borg und Triberga borg befinden sich die Überreste alter Burgen und Fliehburgen auf dem Gebiet der Gemeinde. Die bekannteste ist jedoch die rekonstruierte Burg Eketorp. Neben alten Runensteinen wie dem Björnflisan, Karlevistein, Kungsstenarna, Stein von Klinta und dem Tingstad flisor ist Südöland auch für große Gräberfelder wie die von Gettlinge oder Seby und die Röse von Gösslunda bekannt.
Jüngeren Datums sind wüst gewordene Orte wie Dröstorp oder das heute noch bestehende Österskog, deren Geschichte von den früher harten Lebensbedingungen der Menschen auf Öland zeugt.

## Orte

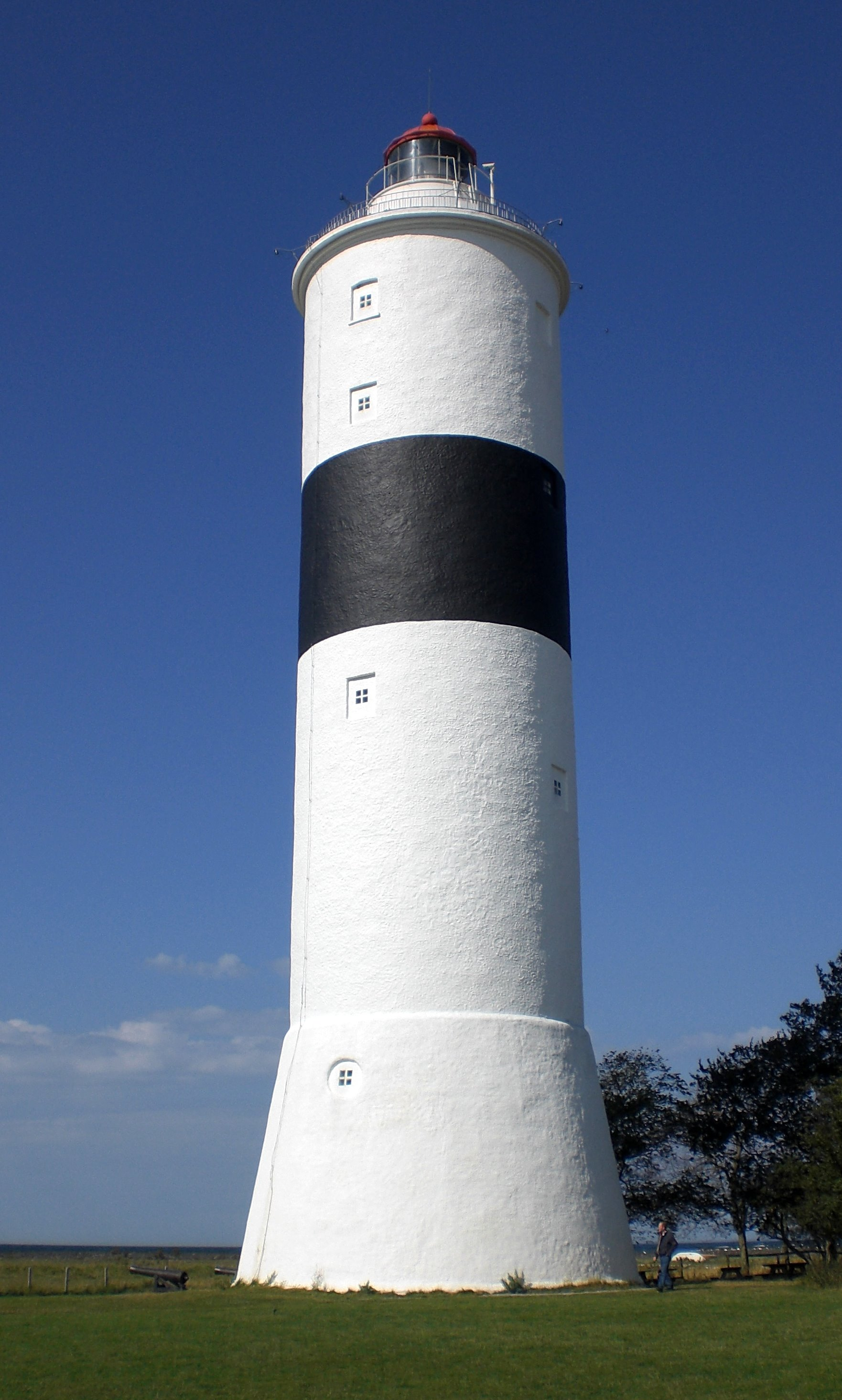
Leuchtturm Langer Jan

Folgende Orte sind Ortschaften (tätorter):
| - Algutsrum - Arontorp - Degerhamn - Färjestaden - Grönhögen - Gårdby | - Kastlösa - Mörbylånga - Norra Möckleby - Skogsby - Vickleby |

Darüber hinaus bestehen mehrere Småorte wie Albrunna und Hulterstad, sowie diverse Dörfer mit weniger als 50 Einwohnern wie Frösslunda, Gösslunda, Mysinge, Österskog, Ottenby, Sandby und Triberga.

## Bauwerke
Mit dem Leuchtturm Långe Jan befindet sich eines der bekanntesten Bauwerke Ölands an der Südspitze der Insel. Etwas nördlich hiervon verläuft Karl X Gustafs mur, eine Mauer die den südlichsten Teil der Insel vom Rest der Insel trennte. Bemerkenswert ist die auf das Mittelalter zurückgehende ehemalige Sattelkirche Resmo. In Algutsrum im Norden der Gemeinde befindet sich direkt neben der Kirche der Markt von Algutsrum, dessen Holzbuden noch aus dem 18. Jahrhundert stammen.
Nördlich von Färjestaden in der Nähe der Ölandbrücke entstand mit dem Ölands Djur & Nöjespark der einzige Freizeitpark der Insel.